# USS Resourceful (AFDM-5)
L'USS Resourceful (AFDM-5) (ancien YFD-21), était une cale sèche flottante auxiliaire moyenne de classe AFDM-3 construite en 1943 et exploitée par l'US Navy,.

## Construction et carrière
Le YFD-21 a été construit au Everett-Pacific Shipbuilding & Dry Dock Company (en) à Everett en 1943. Il a été mis en service en février 1943.
Affecté à la flotte du Pacifique, le remorqueur de haute-mer USS Chickasaw (AT-83) (en) a quitté Seattle le 11 mars 1943 pour Pearl Harbor, territoire d'Hawaï, remorquant la cale sèche flottante YFD-21, et est arrivé le 30 mars 1943. Le cargo USS Draco (AK-79) (en) a remorqué YFD-21 de Pearl Harbor à la base d'Espiritu Santo, arrivant le 5 mai 1943. Le 4 juillet 1945, l'USS Wildcat (AW-2) (en) est passé au YFD-21 pour le reste de ses réparations.
En 1945, la cale sèche a été renommée AFDM-5. L'USS Safeguard (T-ARS-50) (en) a ajouté la section G de l'AFDM-5 à son remorquage et a continué jusqu'à Pearl Harbor le 29 juillet 1946, en compagnie de trois remorqueurs.

### Base navale de Subic Bay

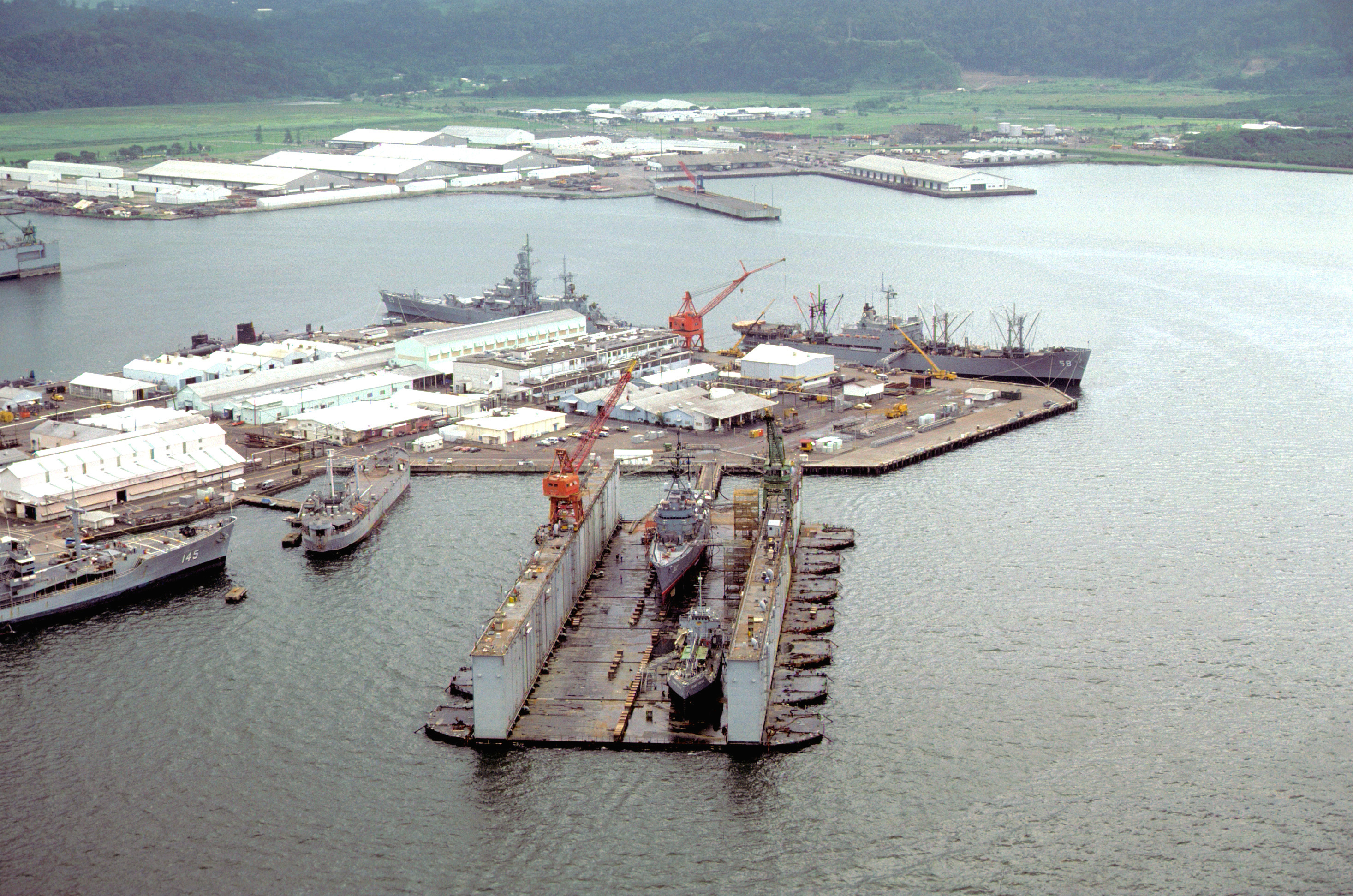
AFDM-5 à la base navale de Subic Bay en 1982

Pendant la guerre du Vietnam, l' AFDM-5 a été remis en service et en 1962, a reçu la devise « Alta Et Sica », qui se traduit par « High and Dry ». Elle était basée à la base navale de Subic Bay pour le reste de sa carrière. Après une courte période en cale sèche dans l' AFDM-5 à Subic Bay, l'USS Benner (DD-807) a navigué vers Hong Kong. L'USS Albatross (MSC-289) (en) est entré dans la cale sèche flottante le 15 et, le 25 octobre 1967, était en route pour Sasebo. L'USNS Corpus Christi Bay (T-ARVH-1) était en cale sèche flottante en 1968. L'USS Grasp (ARS-24) (en) a effectué une autre période de cale sèche, mais cette fois à l'intérieur de l' AFDM-5, fin septembre 1968. Le 26 avril 1969, le remorqueur USS Abnaki (ATF-96) (en) a démarré à destination de Guam avec l'AFDM-5 en remorque.
Le navire-hôpital USS Sanctuary (AH-17) (en) était en cale sèche à l'intérieur de l'AFDM-5 en 1970. En 1979, elle a finalement été nommée Resourceful.
Le 1er janvier 1987, l'USNS Spica (T-AFS-9) (en) et l'USS Catawba (T-ATF-168) (en) ont été mis en cale sèche à l'intérieur de Resourceful. Plus tard dans la même année, l'USNS Silas Bent (T-AGS-26) de la Silas Bent-class survey ship, a également été mis en cale sèche.
Au début des années 1990, l'USS Kinkaid (DD-965) (en) était en réparation à bord de la cale sèche.

## Fin de service
Le 19 avril 1992, Resourceful a été remorqué à Yokosuka après la fermeture de la base navale de Subic Bay. Le 22 août 1997, il a été mis hors service définitivement et transféré à la Local Redevelopment Agency (LRA), aux Philippines, le 6 avril 1999.
La cale sèche a conservé le nom AFDM-5 et a fourni des services de réparation autour de la Subic Special Economic and Freeport Zone (en). En 2012, le MV Logos Hope (en) était en cale sèche à l'intérieur de l'AFDM-5. Du 30 octobre 2017 au 15 février 2018, le BRP Ramon Alcaraz (PS-16) a été mis en cale sèche et le MV Lorcon Bacolodu du 26 mars au 26 avril 2018. Fin 2018, la cale sèche a été coulée dans le port jusqu'à ce qu'elle soit retirée fin 2021.

## Décoration
- American Campaign Medal
- Asiatic-Pacific Campaign Medal
- World War II Victory Medal
- National Defense Service Medal
- Philippine Liberation Medal

## Galerie

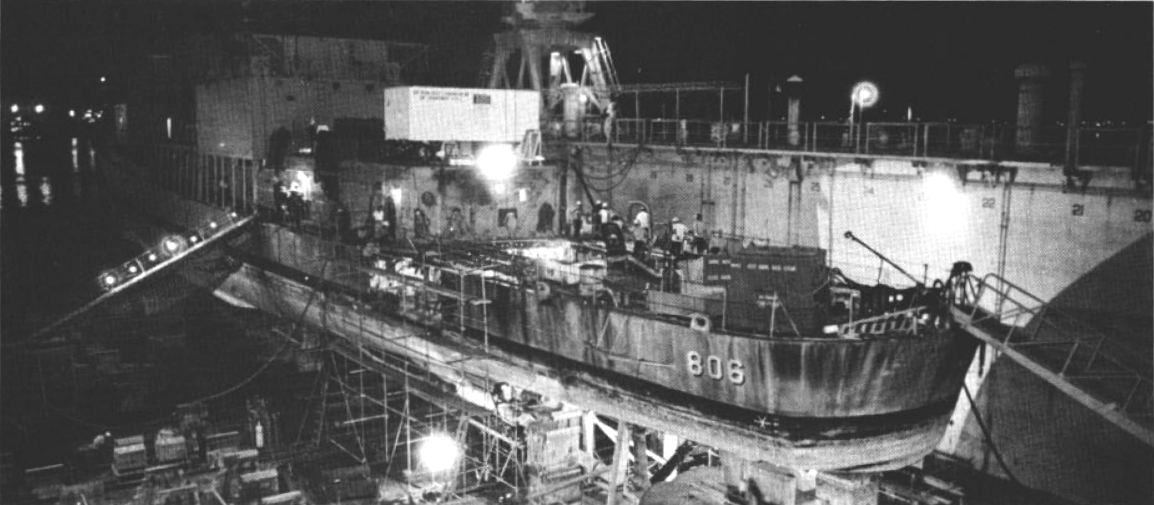
USS Higbee sur AFDM-5 à Subic Bay en 1972
USS Resourceful en 1990
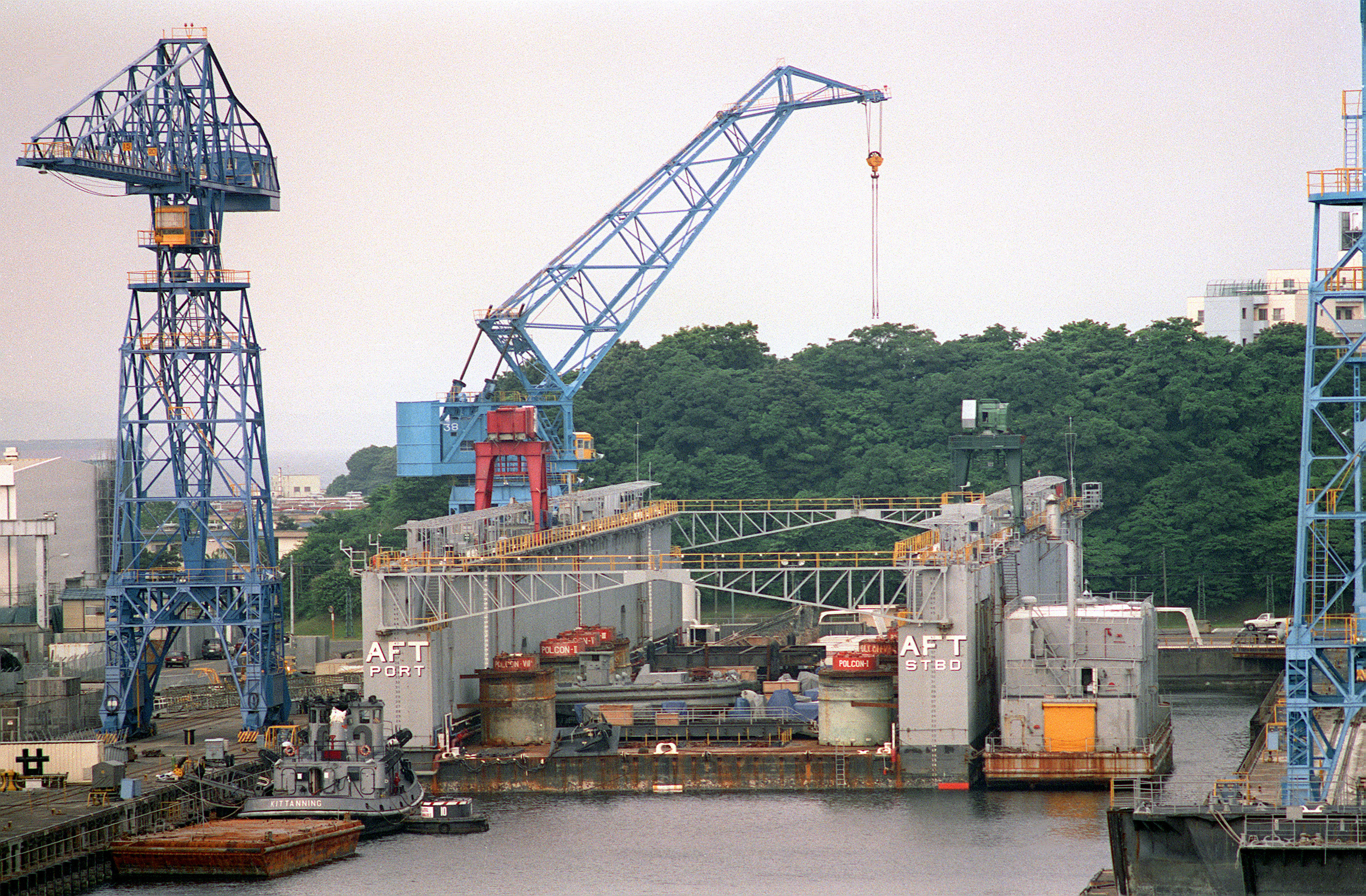
AFDM-5 à Yokosuka en 1993

### Liens connexes
- Liste des navires auxiliaires de l'United States Navy
- Base navale de Subic Bay
- Théâtre du Pacifique de la Seconde Guerre mondiale